# Hyrcaninae
Hyrcaninae – podrodzina pluskwiaków różnoskrzydłych z infrarzędu półwodnych i rodziny błotnicowatych.
Przedstawiciele podrodziny osiągają powyżej 2,5 mm długości ciała, ale nie więcej niż 3,7 mm. Kształt ich głowy jest wąski i spiczasty na przedzie. Charakteryzują się oczami złożonymi umieszczonymi w znacznej odległości od przedniego brzegu przedplecza i tylnej krawędzi głowy. Czułki mają długością zbliżone do głowy lub od niej krótsze, przysadzistej budowy; ich czwarty człon ma podobną długość co pierwszy. Kłujka swym wierzchołkiem nie sięga do śródpiersia. Odnóża mają arolium grzbietowe wyraźnie krótsze niż brzuszne. Samce mają genitalia o symetrycznych paramerach.
Pluskwiaki te występują wyłącznie krainie orientalnej.
Podrodzina ta obejmuje 13 opisanych gatunków, zgrupowanych w 2 rodzajach:
- Hyrcanus Distant, 1910
- Nieserius Zettel, 1999